# Brennofen

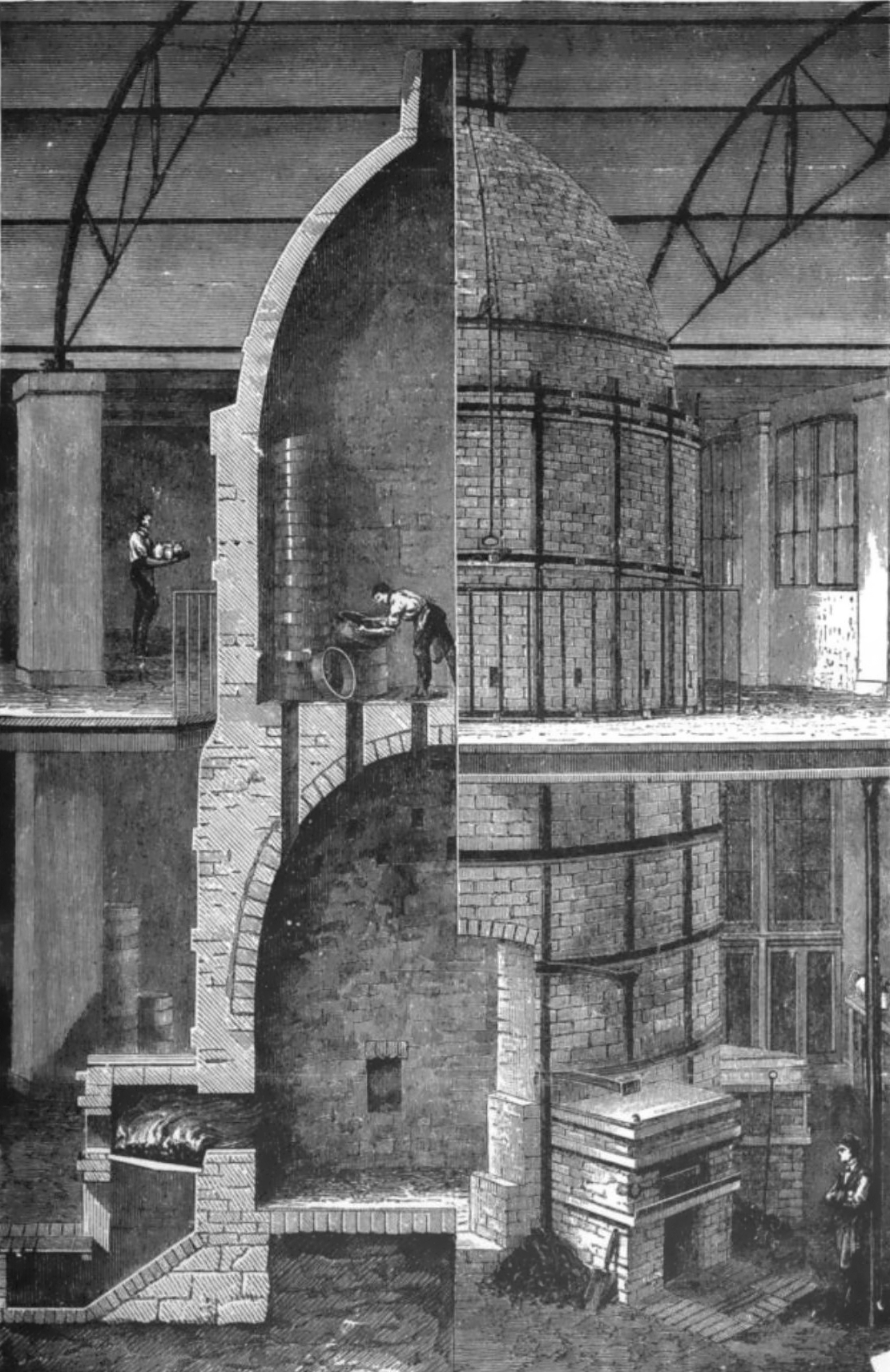
Zweistöckiger Rundofen, Porzellanfabrik Sèvres, Frankreich um 1880, teilbefüllt

Römischer Ziegelbrennofen mit Lochtenne des 2. Jahrhunderts n. Chr., Dömös, Nordungarn

Ein Brennofen ist ein Ofen, der hohe Temperaturen erzeugt, um einem Brenngut eine thermisch aktivierte Stoffumwandlung zu ermöglichen. Er wird in unterschiedlichen Bauarten konstruiert und in verschiedenen Bereichen eingesetzt. 
Ein Brennofen unterscheidet sich von einem Ofen im Wesentlichen dadurch, dass nicht die Erzeugung von Hitze der primäre Zweck des Ofens ist, sondern die gezielte thermische Behandlung eines Brennguts, das sich im Ofen befindet. Der Brennprozess selbst erfolgt kontinuierlich oder diskontinuierlich.

## Anwendung
Einige Anwendungsbeispiele: 
- zur Herstellung von gebranntem Kalk aus Kalkstein
- zur Herstellung von Zement
- zur Herstellung von Bauziegeln, Backsteinen
- zur Herstellung von Kalksandsteinen, Klinkern, Dachziegeln usw.
- zur Herstellung von Materialien, die ihrerseits wiederum zur Auskleidung von Öfen dienen (Schamotte,  Ausmauerung)
- zur Herstellung von Porzellan (Rundofen), in der Porzellanindustrie, wurde im 20. Jh. vom Tunnelofen abgelöst
- zur Herstellung von Keramiken, in der Töpferei (Brennen des Tones, „Schrühbrand“)
- zur Herstellung von Glasuren (Glasurbrand)
- zum Verschmelzen von Glas Fusing
- zur Herstellung von Emaille
- zur Herstellung von Holzkohle in einem Meiler
- zur Abfallbehandlung (Müllverbrennungsanlage)

und vieler weiterer Anwendungen.
Ein kontinuierlicher Brennprozess wird ständig aufrechterhalten, das Brenngut durchläuft den Brennofen in einem kontinuierlichen Fluss. Ein Drehrohrofen brennt nach diesem Prinzip z. B. Zement.
Ein diskontinuierlicher Brennprozess erfordert für jede Brenncharge ein Befüllen des Ofens, Aufheizen, evtl. eine Aufrechterhaltung einer definierten Brenntemperatur, Abkühlen und Entleeren der Brennkammer.
Während des Brandes können durch den Luftfaktor verschiedene Atmosphären mit reduzierenden, neutralen oder oxidierenden Eigenschaften eingestellt werden, die das Brenngut gezielt beeinflussen. Auch inertgashaltige-, vakuum- oder wasserstoffhaltige Atmosphären werden technisch genutzt.
Insofern unterscheidet sich ein Brennofen auch von einem Schmelzofen: ein Ofen, der ein Material ohne chemische Umwandlung lediglich in die flüssige Phase überführt, aus dem nach Abkühlen jedoch das ursprüngliche Material wird. Hier erfolgt eine reversible Änderung des Aggregatzustandes (Gießen).
Brennöfen hingegen betreiben irreversible Prozesse: ihr Ergebnis lässt sich nicht beliebig rückgängig machen.